# Bölling
Cet article possède un paronyme, voir Bolling.
L'oscillation de Bölling est une période interstadiaire quasi tempérée entre les stades plus froids du Dryas ancien et du Dryas moyen, lors du Tardiglaciaire. Son nom provient de l'analyse d'une série de tourbes de cette époque découvertes au fond du lac Bølling, dans le Jutland central, au Danemark.

## Chronologie
Le début du Bölling est marqué par une forte hausse des températures à l'issue du Dryas ancien, vers 14 670 ans avant le présent (AP). Une plage de temps allant de 14 650 à 14 000 ans AP a été assignée en 1992-1993 à la tranche Bölling des carottages du lac de Neuchâtel, en Suisse. Les données sur les isotopes de l'oxygène enregistrées dans la glace du Groenland indiquent aussi une période plus chaude entre 14 600 et 14 100 ans AP. Le Bölling s'achève vers 14 100 ans AP avec le début du bref stade glaciaire du Dryas moyen.

## Climat
Cette période est en lien avec l’évènement dit « de Heinrich 1 » (débâcle d’icebergs de la calotte Laurentide,[réf. non conforme] rejetant de l’eau douce dans l’Atlantique Nord et ayant fait baisser fortement l’AMOC,,[réf. non conforme] provoquant un refroidissement local des températures en Europe de l’Ouest, de près de 5 °C,,,[réf. non conforme] mais lorsqu’on s’éloigne de l’Atlantique comme en mer Noire par exemple, l’effet est moindre voir imperceptible,[réf. non conforme].
Toutefois, quand la circulation thermohaline (AMOC) en Atlantique Nord reprend, après plusieurs siècles, on observe, dans l’hémisphère nord, un réchauffement brutal de plusieurs degrés comme durant l’oscillation de Bölling en liaison avec l’afflux de chaleur stocké dans l’hémisphère sud,,,,[réf. non conforme] mais, par bascule bipolaire un refroidissement dans l’hémisphère sud comme en Antarctique,,,,,[réf. non conforme].

## Flore
Les glaciers se sont retirés d'une partie du nord de l'Europe et ont laissé place à des forêts allant du 29e degré jusqu'au 41e degré de latitude nord. Certaines végétations pionnières, telles que Salix polaris et Dryas octopetala, les bois durs comme Quercus et les bois tendres Betula et Pinus, se sont étendus vers le Nord pour une brève période de quelques centaines d'années.

## Faune
Durant cette période, les animaux et les humains du Pléistocène final sont remontés vers le Nord depuis les trois péninsules : Espagne, Italie et Balkans. Les généticiens peuvent identifier les déplacements anciens des espèces animales en analysant la diversité génétique de la faune européenne actuelle. Par ailleurs, les camps de chasse des hommes de la Préhistoire sont une source majeure de fossiles d'animaux.
Les animaux chassés par l'homme sont essentiellement le gros gibier : rennes, chevaux, saiga, antilope, bison, mammouth laineux et rhinocéros laineux. Dans les régions alpines le bouquetin et le chamois sont chassés. Le long des forêts se trouvait le cerf élaphe. Des animaux plus petits tels que le renard, le loup, le lièvre et l'écureuil apparaissent aussi. La pêche du saumon était pratiquée.

## Préhistoire
En Europe, le Bölling semble être la période de passage des cultures du Paléolithique supérieur à celles de l'Épipaléolithique. À l'Ouest, les chasseurs magdaléniens remontent jusqu'au bassin parisien depuis le sud-ouest de la France, puis cèdent la place à l'Azilien. À l'Est, l'Épigravettien s'étend vers le Nord à partir de l'Italie et des Balkans.
L'Épipaléolithique se manifeste en Europe du Nord par les cultures hambourgienne, creswellienne et Federmesser.
Au Proche-Orient, la culture natoufienne, qui montre les premiers villages sédentaires connus, semble émerger au début du Bölling. Les Natoufiens cueillent des céréales sauvages telles que l'amidonnier et l'orge à deux rangs. La culture natoufienne dure jusqu'à la fin du Dryas récent.